# Max Tolson
Pour les articles homonymes, voir Tolson.
Maxwell « Max » Tolson, né le 18 juillet 1945 à Wollongong en Australie, est un footballeur et entraîneur australien. Il évoluait au poste d'attaquant.

## Biographie

### Carrière en équipe nationale
Max Tolson est international australien à 16 reprises (1971-1974) pour 4 buts inscrits. Il participe à la Coupe du monde 1974, où il ne joue aucun match. L'Australie est éliminée au premier tour de la compétition.